# Liang Bua

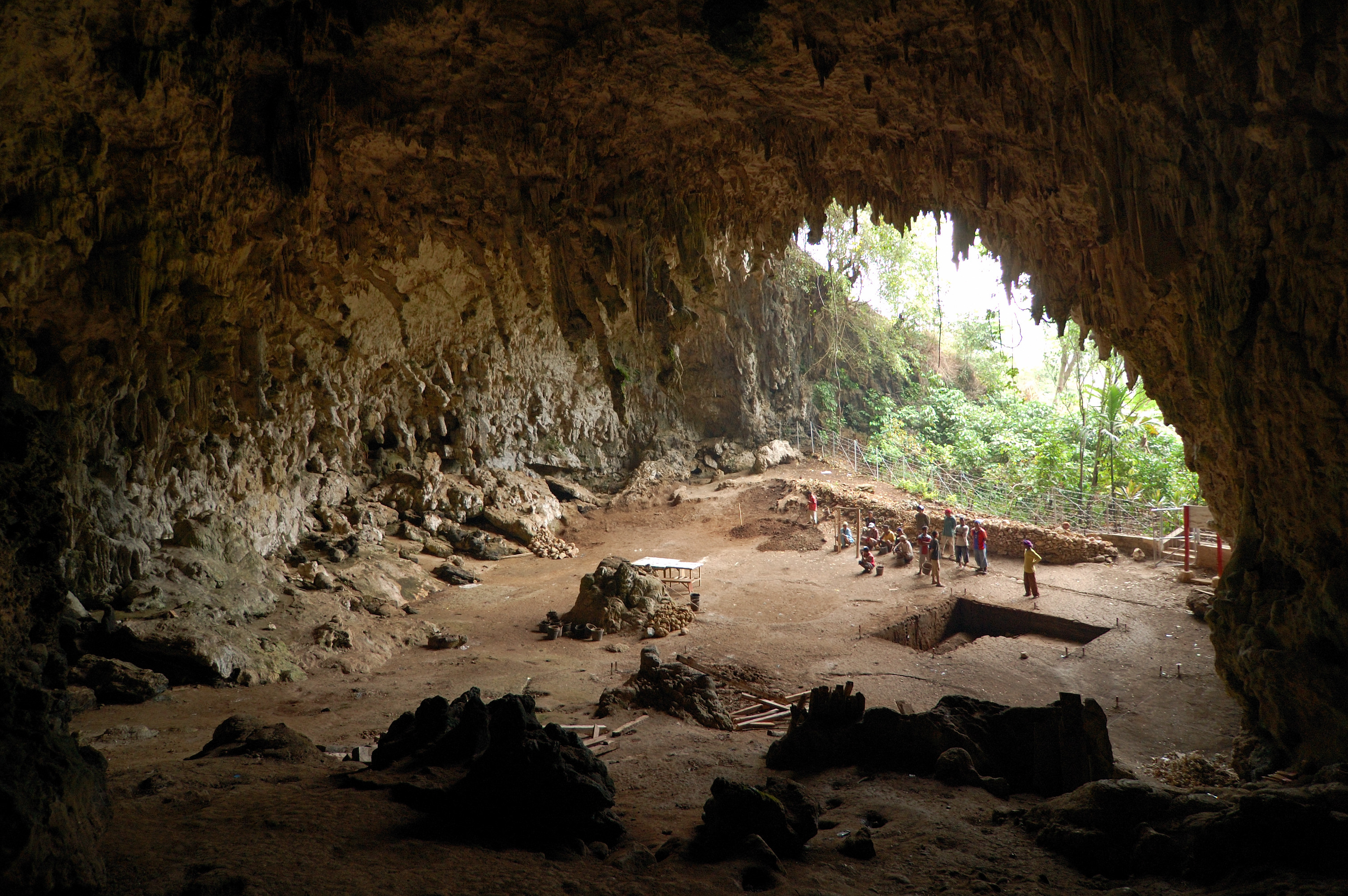
Caverna onde os restos do Homo Floresiensis foram descobertos em 2003, Lian Bua, Flores, Indonésia.

Liang Bua é uma caverna de pedra calcária na ilha de Flores, na Indonésia. O local fica ao norte da cidade de Ruteng, na região de Manggarai, no leste de Nusa Tenggara.
A caverna, cujo potencial arqueológico e paleontológico já havia sido demonstrado nas décadas de 1950 e 1960 pelo missionário e arqueólogo holandês Theodor L. Verhoeven, foi o local da descoberta de 2003 de uma espécie potencialmente nova do gênero Homo, Homo. floresiensis, cujos restos são codificados como LB1, LB2, etc., após a caverna. O coordenador de campo indonésio da equipe de escavação, Thomas Sutikna, estava se preparando para fechar a escavação em Liang Bua quando as primeiras indicações dos fósseis importantes foram descobertas. Até agora, é o único local em que esses restos foram identificados, embora o trabalho arqueológico no Vale do Soa, na região de Ngada, pareça apoiar as descobertas do local de Liang Bua.
Em 2010 e 2011, os arqueólogos descobriram dois dentes homininos na caverna que não provinham do Homo floresiensis. Segundo Sutikna, os dentes datam de cerca de 46.000 anos atrás e provavelmente vieram do Homo sapiens.
Em 2013, um modelo 3D da caverna criado via digitalização a laser foi disponibilizado on-line pelo Smithsonian Institution.

## Desacordo
Há divergências contínuas entre os cientistas sobre se as descobertas representam uma espécie nova e distinta de hominídeos. Por um lado, alguns especialistas em origem humana argumentam que as descobertas representam uma espécie distinta que viveu em tempos relativamente modernos. Outros argumentam que é mais provável que os ossos do indivíduo mais completo encontrado em Liang Bua (indivíduo LB1) sejam os de uma pessoa local que estava, muito provavelmente, simplesmente sofrendo de uma condição médica (talvez Síndrome de Down), em vez de indicar que uma espécie única de Homo viveu em Flores.